# Sicyos angulatus
Espèce
Classification APG III (2009)
Synonymes
- Elaterium trifoliatum L.[1]
- Sicyos angulata L.[2]

Sicyos angulatus, le sicyos anguleux ou concombre anguleux, est une espèce de plantes à fleurs dicotylédones de la famille des Cucurbitaceae, originaire d'Amérique du Nord. C'est une plante annuelle grimpante ou rampante, qui forme des tapis au sol ou s'élève sur des supports grâce à des vrilles. Les feuilles sont palmées et lobées, les fleurs sont vertes à vert jaunâtre, et les fruits forment des grappes de très petites baies modifiées ou péponides.

## Phytonymie
Le genre Sicyos vient du nom grec du concombre, sikyos. L'épithète angulatus fait référence à sa tige anguleuse.

## Description

### Appareil végétatif
La plante produit de longues tiges annuelles ramifiées qui grimpent sur les arbustes et les clôtures ou qui rampent sur le sol. Les tiges sont velues, vert pâle et sillonnées. Les feuilles, alternes, ont trois à cinq lobes palmés et peuvent atteindre 20 cm de large. Le bord est légèrement denté, la face supérieure du limbe est habituellement glabre et la face inférieure couverte de poils fins, en particulier sur les nervures. Le pétiole est épais et poilu, et fait environ 13 cm de long. La feuille est profondément échancrée au point d'insertion du pétiole. À l'opposé du pétiole, sur la tige, poussent des vrilles ramifiées, et dans certains cas des pousses florales. 

### Appareil reproducteur
Les fleurs sont monoïques, avec des fleurs mâles et femelles séparées. Les fleurs mâles sont groupées dans des racèmes à longue tige. Chaque fleur mesure environ 8 cm de large, avec un calice à cinq dents pointues, une corolle blanchâtre  à cinq lobes, à nervures vertes, et un bossage central d'étamines. Les petites fleurs femelles sont groupées sur une courte tige, chacune ayant son ovaire enfermé dans un fruit épineux et poilu. Chaque fleur produit une seule graine. Le fruit, d'environ 1,3 cm de long, est d'abord vert mais devient brun avec l'âge. Il est dispersé par les animaux (épizoochorie) qui entrent en contact avec sa surface poilue.

## Distribution et habitat
Sicyos angulatus est originaire de l'Ontario et du Québec au Canada, et de l'est et du sud des États-Unis, jusqu'au Dakota du Nord et au Texas vers l'ouest. Cette plante pousse dans des milieux fertiles et humides tels que les zones de plaines inondables, les prairies humides, les fourrés, les endroits touffus, les berges des rivières, les fossés et les accotements. Elle préfère les sols perturbés.

## Écologie
De nombreux insectes, des bourdons et abeilles, ainsi que diverses mouches et des guêpes des familles des Sphecidae et Vespidae, sont attirés par le nectar produit par les fleurs. Certaines abeilles recueillent également le pollen des fleurs mâles. Les punaises Anasa armigera et Anasa repetita se nourrissent de la plante, de même que la chrysomèle maculée du concombre, la chrysomèle rayée du concombre et la  chrysomèle Acalymma gouldi. Les mammifères herbivores semblent éviter la plante.

## Utilisation
Les feuilles de Sicyos angulatus peuvent être cuites et consommées comme un légume vert, et les fruits sont comestibles, mais en raison de leur petite taille, ils ont peu de valeur.  La plante a été utilisée en décoction pour traiter des maladies vénériennes,.

## Galerie

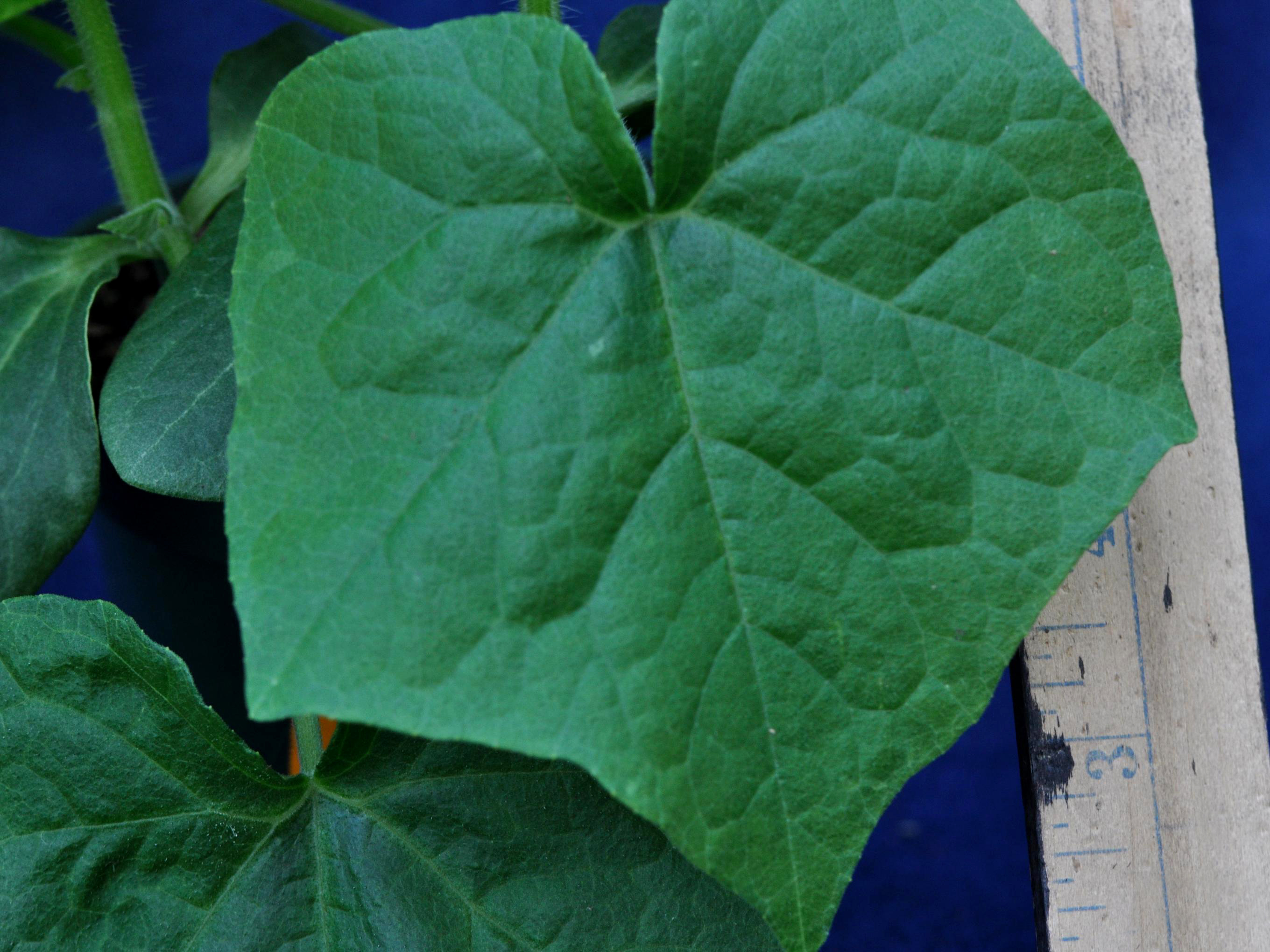
Feuille.
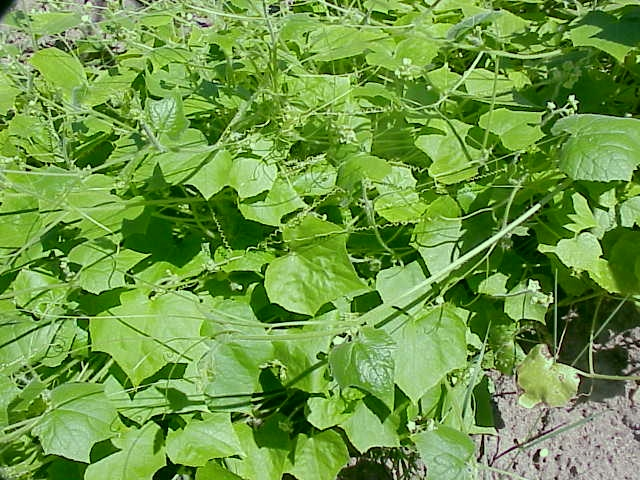
Plantes rampant au sol.
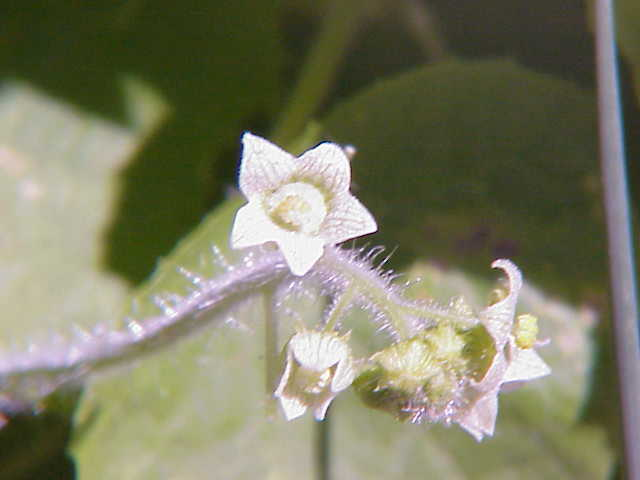
Fleurs.
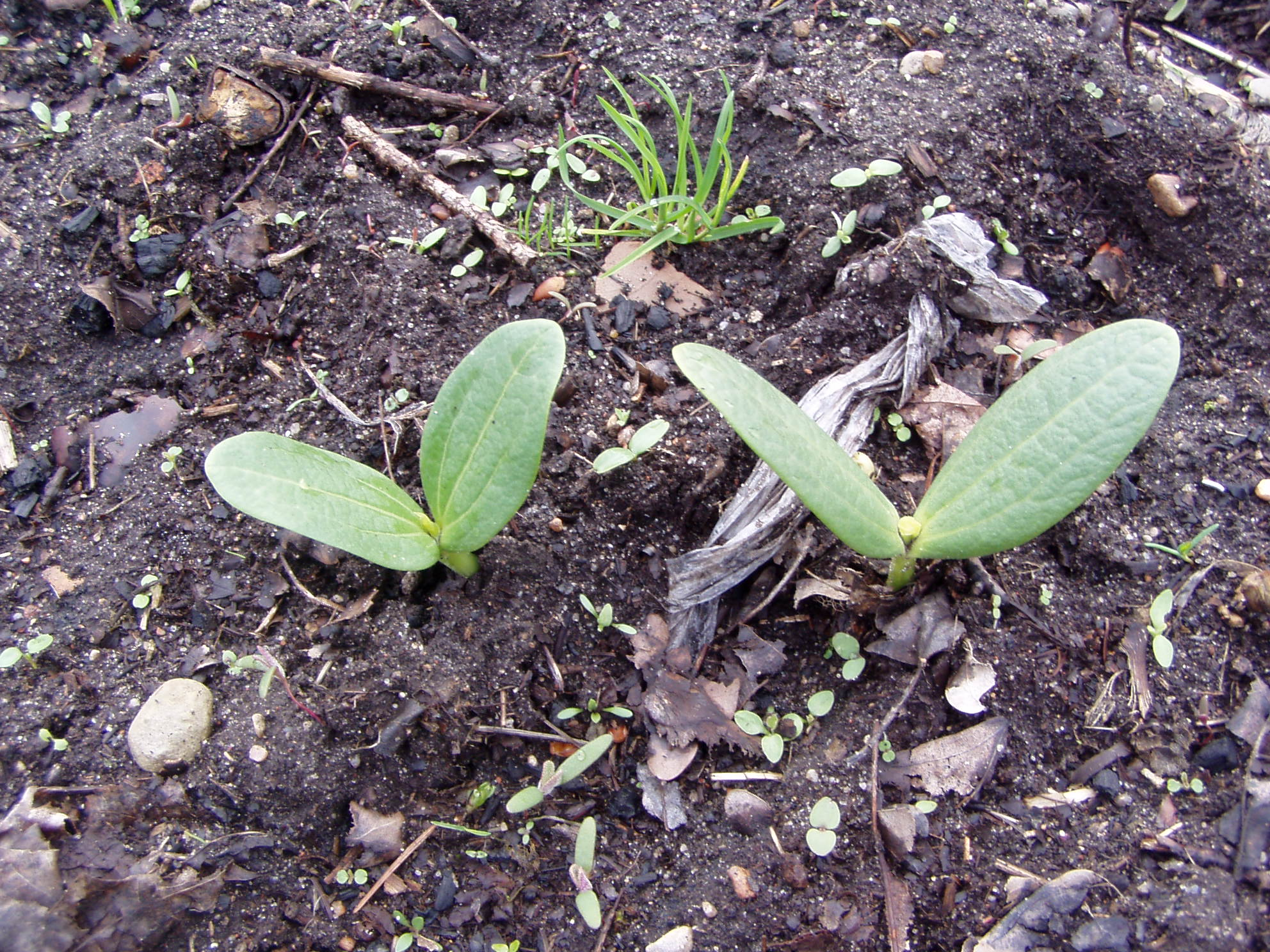
jeunes plantules.
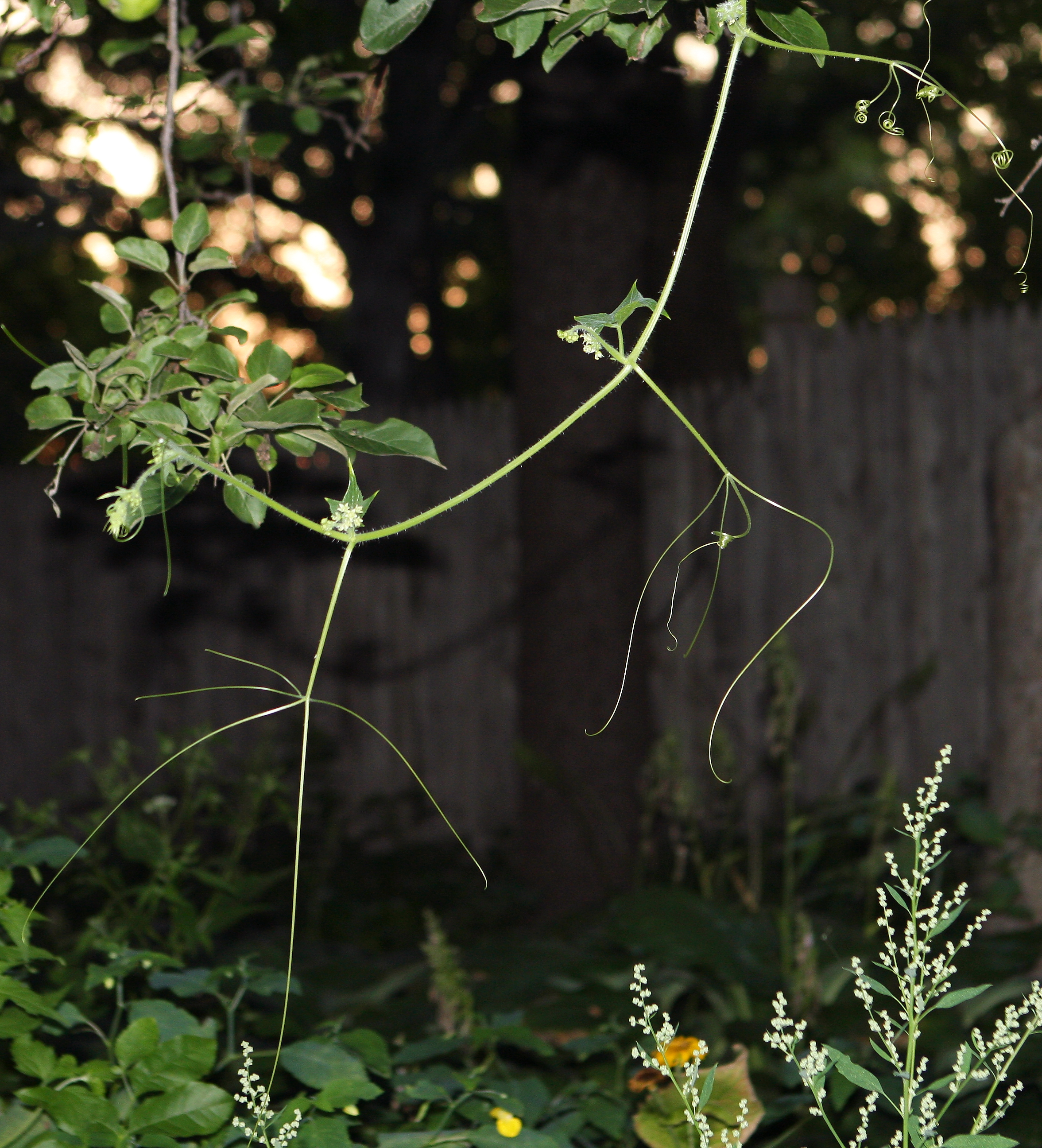
Tige avec fleurs et vrilles.
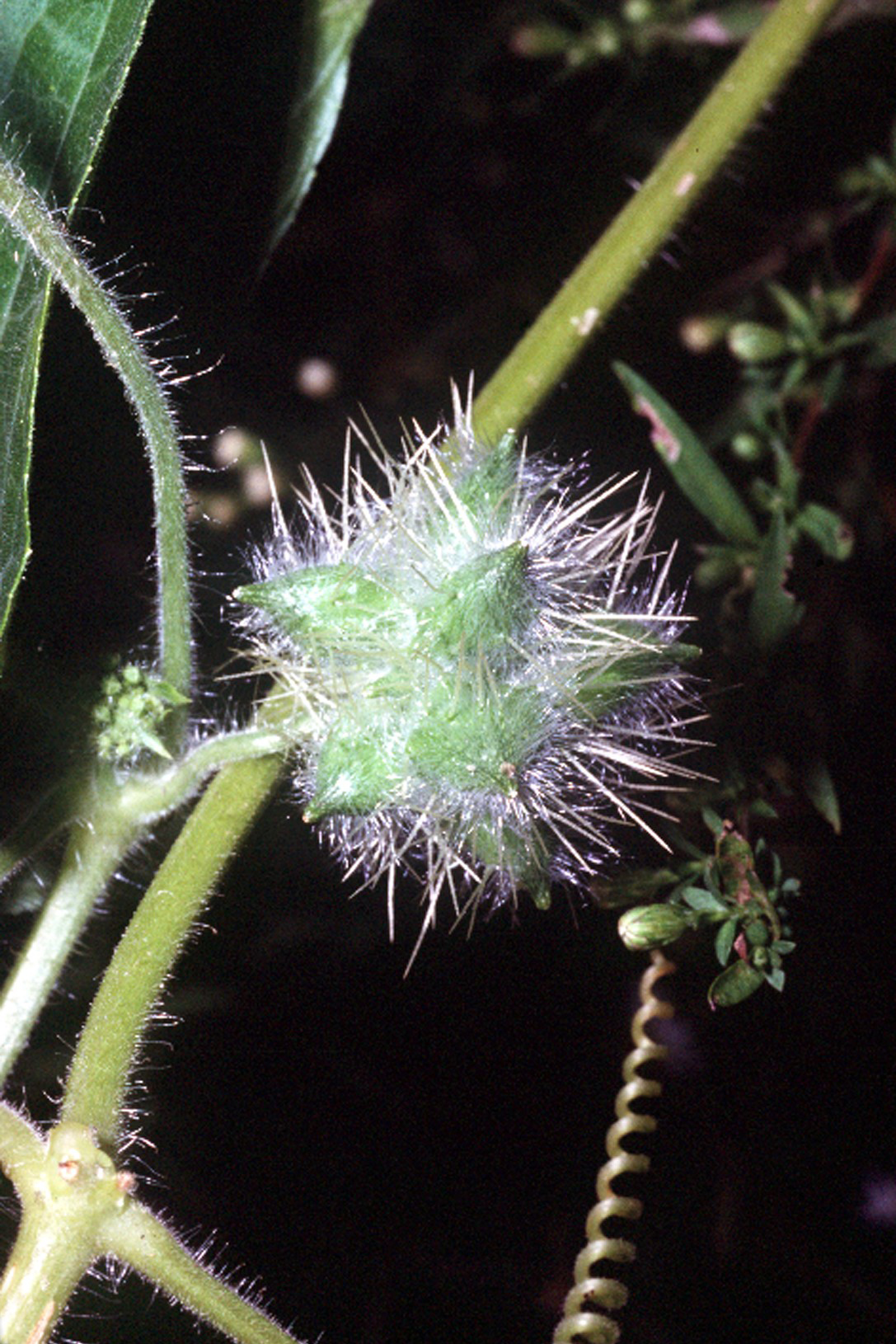
Fruits verts.